# Kent Steffes
Kent Steffes (* 23. Juni 1968 in Ann Arbor, Michigan) ist ein ehemaliger US-amerikanischer Beachvolleyballspieler.

## Karriere
In seiner Zeit auf der Palisades High School (Kalifornien) wurde Kent im Jahre 1986 zum „National High School Player of the Year“ gewählt. 1988 entschied er sich für ein Studium in Wirtschaftswissenschaften an der University of California, Los Angeles (UCLA). Parallel dazu spielte er einige Turniere der amerikanischen Profiserie AVP (Association of Volleyball Professionals). Bereits im ersten Jahr (1988) schaffte er einen fünften Platz (Venice Beach – mit Rudy Dvorak). Ein Jahr später gelang dann in Seal Beach der erste Turniersieg (mit Jon Stevenson).
Mit seinem späteren Partner Karch Kiraly spielte Steffes erstmals 1990 zusammen, gemeinsam gewannen sie zwei Turniere. Anschließend war er mit Tim Hovland bei einundzwanzig Veranstaltungen aktiv, dabei gelangen fünf Siege und zwölf weitere Medaillen-Platzierungen. Mit Adam Johnson erreichte er bei zehn Teilnahmen fünf Siege und zwei weitere Finals sowie einen Bronzerang. Aber seine größten Erfolge kamen in Verbindung mit Karch Kiraly. Von 1991 bis 1996 waren Kent und Karch das dominierende Team (76 Turniersiege). Krönung war der Sieg 1996 bei den Olympischen Spielen in Atlanta, wo erstmals Beachvolleyball ins Programm aufgenommen wurde.
Ab 1997 trennten sich die Wege der beiden erfolgreichen US-Amerikaner. Grund waren Meinungsverschiedenheiten über mögliche Preisgeldnachzahlungen der AVP. Die AVP steckte trotz dieser Erfolge in der Krise und konnte teilweise die Preisgelder nicht mehr zahlen. Kiraly verzichtete teilweise auf Preisgelder, Steffes hingegen versuchte mit Klagen das noch nicht gewährte Preisgeld zu erzwingen.
Kent Steffes blieb trotzdem bei der AVP und gewann im Jahre eins nach Olympia mit dem Brasilianer José Loiola zwölf von 22 Turnieren. Im gleichen Jahr gewann er mit Dain Blanton bei den Weltmeisterschaften in Los Angeles die Bronzemedaille. 1998 und 1999 spielte Steffes vereinzelt noch ein paar FIVB-Turniere mit Dain Blanton und Mike Whitmarsh. Beste Platzierung war hier ein zweiter Platz in Espinho (Portugal) mit Whitmarsh.
Kent Steffes brachte es in seiner Karriere auf 110 Turniersiege und ein geschätztes Preisgeld von 2,5 Millionen US-Dollar. Seit 1999 hat er kein Turnier mehr gespielt.
1994 spielte Kent Steffes in einer Episode von Baywatch mit (u. a. mit Tim Hovland). Es war die Folge 10(99) der 5. Staffel „I Spike“ („Die Midlife Crisis“).